# Олд-Ескобарес (Техас)
Олд-Ескобарес (англ. Old Escobares) — переписна місцевість (CDP) в США, в окрузі Старр штату Техас. Населення — 97 осіб (2010).

## Географія
Олд-Ескобарес розташований за координатами 26°24′32″ пн. ш. 98°58′12″ зх. д. / 26.40889° пн. ш. 98.97000° зх. д. (26.408782, -98.970021).  За даними Бюро перепису населення США в 2010 році переписна місцевість мала площу 0,12 км², уся площа — суходіл.

## Демографія
Згідно з переписом 2010 року, у переписній місцевості мешкало 97 осіб у 29 домогосподарствах у складі 26 родин. Густота населення становила 795 осіб/км².  Було 34 помешкання (279/км²).
Расовий склад населення:
| - 100,0 % — білих |

До двох чи більше рас належало 0,0 %. Частка іспаномовних становила 100,0 % від усіх жителів.
За віковим діапазоном населення розподілялося таким чином: 28,9 % — особи молодші 18 років, 62,9 % — особи у віці 18—64 років, 8,2 % — особи у віці 65 років та старші. Медіана віку мешканця становила 39,5 року. На 100 осіб жіночої статі у переписній місцевості припадало 90,2 чоловіків;  на 100 жінок у віці від 18 років та старших — 72,5 чоловіків також старших 18 років.